# Iuli Koniús
Iuli Koniús   (Moscou, 1 de febrer de 1869 - Mélenki, 3 de gener de 1942), nom complet amb patronímic Iuli Eduàrdovitx Koniús, rus: Юлий Эдуа́рдович Коню́с, conegut també fora de Rússia com a Julius Conus o Jules Conus, fou un compositor, violinista i professor de música rus.

## Biografia
Va néixer el 1869 a la família del músic Eduard Koniús (1827-1902), el pare del qual s'havia traslladat a Rússia, des de Lorena a principis del segle xix. En relació amb la seva descendència francesa, fou batejat en el catolicisme i tenia la ciutadania francesa (la conservà fins al final de la seva vida). Va estudiar violí al Conservatori de Moscou, i va estudiar també amb Jan Hřímalý, Anton Arenski i Serguei Tanéiev (contrapunt, fuga i composició). A més, es va relacionar amb Piotr Ilitx Txaikovski, que va patrocinar el jove músic. Era amic íntim de Serguei Rakhmàninov El 1888 es va graduar al conservatori amb una medalla d'or, i l'any següent va marxar a París, on, gràcies a la recomanació del Txaikovski, va estudiar amb el violinista i mestre Lambert Massart. Mentre va estar a França, va donar concerts en solitari, va treballar a l'Orquestra Colonne i a l'Orquestra Grand Opera. El 1891-1893, per consell de Txaikovski i les seves recomanacions, va treballar com a concertino de l'Orquestra Simfònica de Nova York i va actuar com a solista a diverses ciutats dels Estats Units. Des del 1893, va fer classes al Conservatori de Moscou a la classe de violí, va donar concerts (en particular, el 1894 va participar en l'estrena del Trio elegíac de Rakhmàninov, juntament amb l'autor i Anatoli Brandukov). El 1901, va deixar l'ensenyament al conservatori, després de treballar a l'Escola de Música i Drama de la Societat Filharmònica de Moscou. Va treballar com a concertino a l'Orquestra del Teatre Bolxoi, va crear el seu propi quartet i va organitzar les seves actuacions i va continuar la seva activitat de concerts.

## Creativitat
Autor d'un concert per a violí i orquestra (1896), un concert per a quartet de violí i corda (M., 1942), obres de cambra per a violí, transcripcions d'obres de P. I. Txaikovski, F. Chopin, etc.
El concert per a violí i orquestra fou lloat i interpretat per Fritz Kreisler. La crítica de la revista «Musical America» va dir: “F. Kreisler ... va interpretar amb gran èxit el concert per a violí i orquestra del compositor rus Koniús ... Pel que sembla, Kreisler adora el concert de Konyus i el toca amb un amor especial. La composició està plena de melodies fascinants i requereix una tècnica brillant per part de l'intèrpret".
Segons el crític Piotr Pospélov, un concert per a violí i orquestra és "una part d'un poema, plena de sentiments, ombres, presentacions dramàtiques del segle XX i una magnífica textura de violí. Certament inferior a Txaikovski i Brahms, el Concert de Koniús és una bona companyia per als concerts de Glazunov i Sibelius, però és tècnicament més senzill i, pel que sembla, rarament deixa el repertori de reserva dels estudiants”. Malgrat aquesta última afirmació, el concert continua sent interpretat per orquestres professionals.

## Família
- Pare: Eduard Koniús: professor de piano.
- Germans:
  - Lev Koniús: pianista i professor de música
  - Gueorgui Koniús: musicòleg i compositor.
- Parelles:
  - Primera esposa: Zoia Vladímirovna Vorónina.[7]
  - Segona esposa: Maria Aleksàndrovna Lieven.[8]
- Fills:
  - Borís Iúlievitx Koniús (1904-1988) - matemàtic.[9] Casat amb Tatiana Serguéievna (1907-1961), filla de Serguei Rakhmàninov: pianista, professora i figura pública.
  - Serguei Iúlievitx Koniús (1902-1988): pianista i professor. Es va graduar al Conservatori de París el 1922, va realitzar actius concerts, va ensenyar piano al conservatori rus de París. Des del 1949 va viure al Marroc, on va ensenyar més de 50 estudiants. Des del 1953 va exercir de professor al Conservatori de Boston.[10]
  - Dues filles.